# Agrochola munda
Agrochola munda là một loài bướm đêm trong họ Noctuidae.